# Одлучујућа победа
Одлучујућа победа је војна победа у бици која дефинитивно решава циљ због ког се води борба, окончава једну фазу сукоба и започиње другу. Док се не постигне одлучујућа победа, сукоб око супротстављених циљева ће се наставити. 
У Defining and Achieving Decisive Victory, Колин Греј је дефинисао оперативну одлучујућу победу као „победу која одређује исход једне кампање, иако не нужно и целокупног рата“.

## Значајни примери из историје
Битка код Мидвеја: Упркос озбиљним грешкама у планирању и извођењу са обе стране, и Америчке и Јапанске, САД су успеле да дешифрују пресретнуте непријатељске поруке пре самог сукоба и приближно одреде њихов борбени план, чиме је планирана јапанска заседa осујећена и омогућена победа Сједињених Држава.
Бомбардовање Перл Харбора: Јапанци су успели да изненаде и нанесу значајну штету америчкој флоти, укључујући бојне бродове, док САД нису успеле да одбију напад непријатељских авиона због одсуства противваздушног наоружања и опште неспремности.
Операција Пустињска олуја: Када је Садам Хусеин извршио инвазију на Кувајт, Сједињене Државе, Енглеска, Француска и други савезници формирали су коалицију снага које су пребачене на Блиски исток. Савезничке снаге напале су Кувајт у стилу блицкрига, користећи комбинацију авиона и оклопних возила за уништавање ирачких снага.
Шестодневни рат: Године 1967, Израел се нашао окружен коалицијом од четири различите земље: Египта, Јордана, Сирије и Либана. Упркос бројним препрекама, Мосад је успео да убаци шпијуне у разне земље, што им је дало предност у сазнавању планова нападача. Израелски ваздушни удари онеспособили су ваздушне снаге неколико земаља пре почетка самог сукоба, а Израел је успео да добије читав рат за шест дана.